# LUV (노래)
〈LUV〉(러브)는 대한민국의 가수 에이핑크의 노래이다. 다섯 번째 미니 음반 《Pink LUV》 타이틀곡으로서 2014년 11월 24일 발매되었으며, 일본에서는 2015년 5월 20일에 싱글로 발매됐다. 누구나 한번쯤 겪어봤을 첫사랑의 기억을 담은 노래이며, 톡톡 튀는 기존의 노래와는 달리 이별을 노래했다는 것이 특징이다.

## 개요
- 방송 3사의 음악 방송에서 모두 3주 연속 1위를 차지한 것은 걸그룹의 노래 중에서는 이 곡이 처음이 된다.[1][2]

일본 싱글
- 초회생산한정반 A에는 트레이딩 카드와 스페셜 굿즈(파우치)가 포함되어 있으며, 초회생산한정반 B에는 트레이딩 카드만 수록되어 있다. 그리고, 초회생산한정반C에만 의상이 다른 사진이 봉입되어 있다. 통상반의 트레이딩 카드는 랜덤으로 봉입되어 있다.

## 뮤직비디오
- 2014년 가을에 한국어 버전과 일본어 버전이 3일간 한국에서 동시 촬영되었다.[3]

## 싱글 수록곡
CD
1. LUV (Japanese Ver.)
  - 작사: KABUTA, 작곡: 신사동 호랭이, 범이냥이, 편곡: 신사동 호랭이
2. Good Morning Baby (Japanese Ver.)
  - 작사: 야마기시 유토, 작곡 · 편곡: 이단옆차기, 텐조와 타스코
3. LUV (Instrumental)
4. Good Morning Baby (Instrumental)

DVD (초회생산한정반A)
1. 〈LUV (Japanese Ver.)〉  뮤직비디오

DVD (초회생산한정반B)
1. 〈LUV (Japanese Ver.)〉 뮤직비디오 (Dance Feat. Ver.)
2. 뮤직비디오 메이킹 영상

## 발매일
| 국가 | 일정             | 포맷                | 레이블                |
| ---- | ---------------- | ------------------- | --------------------- |
| 한국 | 2014년 11월 24일 | 디지털 다운로드, CD | 플랜에이 엔터테인먼트 |
| 일본 | 2015년 5월 20일  | 디지털 다운로드, CD | 유니버설 뮤직 재팬    |